# كوزان عليا (مقاطعة دلفان)
كوزان عليا (بالفارسية: کوزان علیا) هي قرية تقع في قسم كاكاوند الغربي الريفي (مقاطعة دلفان) في إيران. يقدر عدد سكانها بـ 279 نسمة .